# Extrafilm

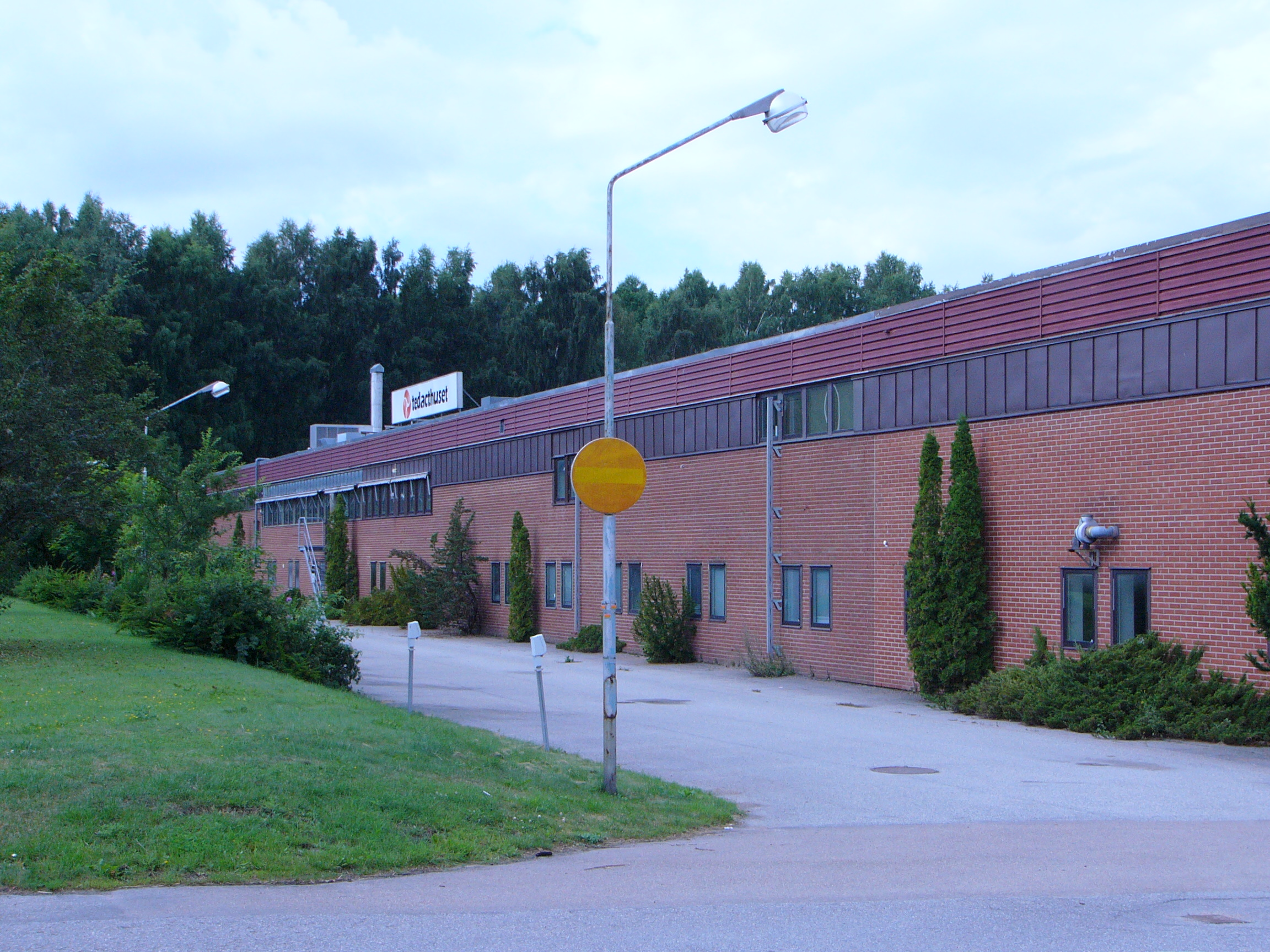
Det tidigare Extrafilm-huset i Tanumshede.

Extrafilm var ett svenskt fotoföretag som grundades 1972. Verksamheten bedrevs huvudsakligen i ett stort fotolaboratorium i västsvenska Tanumshede. Extrafilm var under lång tid marknadsledande i Norden på filmframkallningar över postorder. Varumärket Extrafilm var etablerat i hela Norden och lanserades senare även i flera europeiska länder av moderbolaget Smartphoto Group NV (fd. Spector Photo Group NV). Sedan 2011 marknadsförs Extrafilms tjänster under namnet smartphoto.
Verksamheten startades 1972 i Tanumshede av Hans Vilke och togs 1977 över av Lennart Sjögren. Under 1980-talet inleddes ett samarbete med det belgiska fotoföretaget DBM Color N.V. om filmframkallningsverksamhet i Frankrike under varumärket Extrafilm. År 1990 köptes Extrafilm av DBM och blev därmed ett dotterbolag till det belgiska bolaget. Genom affären blev familjen Sjögren majoritetsägare i DBM som sedermera kom att ändra namn till Spector Photo Group. Under 2000-talet har familjen Sjögren successivt minskat sitt ägande i företaget.
Fotolaboratoriet i Tanumshede lades ner 2010. Då hade verksamheten på grund av övergången till digital fotografering varit hotad under flera år. När fotolaboratoriet lades ned förlorade 49 personer sina arbeten. Som mest hade Extrafilm 175 anställda (1998) i Tanumshede och därutöver uppåt hundra sommaranställda. Efter nedläggningen flyttade produktionen till Wetteren i Belgien. Extrafilms efterträdare Smartphoto bedriver fortfarande verksamhet i Sverige genom sin hemsida och sitt marknadskontor i Malmö.